# The Road o'Strife
The Road o' Strife foi um seriado estadunidense de 1915, em 15 capítulos, produzido pela Lubin Manufacturing Company e dirigido por Howell Hansel e John Ince. Veiculou nos Estados Unidos entre 5 de abril e 12 de julho de 1915. Este seriado é considerado perdido.

## Elenco
- Crane Wilbur
- Mary Charleson
- Jack Standing
- John Ince

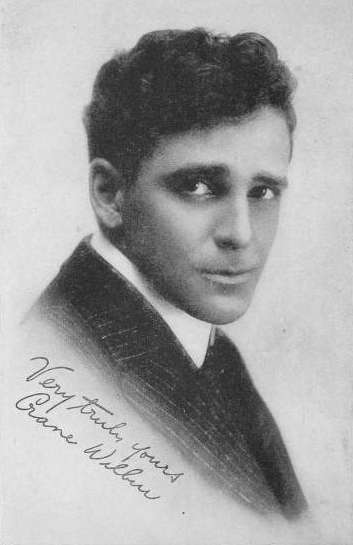
Crane Wilbur, ator de The Road o'Strife.

- Betty Brice (creditada como Rosetta Brice)
- Charles Brandt
- George Soule Spencer
- Peter Lang
- William H. Turner
- Ferdinand Tidmarsh
- Francis Joyner
- Clarence Elmer (creditado como Clarence Jay Elmer)
- Howard M. Mitchell
- Abner Grey
- Flora Lea
- Frankie Mann

## Capítulos
Fonte: 
1. The House of Secrets
2. The Face of Fear
3. The Silver Cup
4. The Ring of Death
5. No Other Way
6. The Strength of Love
7. Into the Night
8. In the Wolf's Den
9. The Iron Hand of the Law
10. The Inspiring Sword
11. The Valley of the Shadow
12. The Sacrifice
13. The Man Who Did Not Die
14. A Story of the Past
15. The Coming of the Kingdom